# 吉原直毅
吉原 直毅（よしはら なおき、1967年9月19日 - ）は、日本の経済学者。専門は、数理マルクス経済学・厚生経済学・社会選択理論・ゲーム理論。マサチューセッツ大学アマースト校経済学部教授。博士（経済学）（一橋大学・1996年）。新潟県出身。
北海道大学経済学部唐渡興宣ゼミ出身。一橋大学大学院経済学研究科鈴村興太郎ゼミ出身。高須賀義博は修士課程の副指導教官。都留康は博士学位論文執筆時の副指導教官。

## 略歴
- 1986年3月 新潟県立新潟高等学校卒業
- 1990年3月 北海道大学経済学部経済学科卒業[4]
- 1992年3月 一橋大学大学院経済学研究科修士課程修了[4]
- 1995年3月 一橋大学大学院経済学研究科博士後期課程単位取得[4]
- 1995年4月 一橋大学経済学部助手[4]
- 1996年2月 博士（経済学） （一橋大学）[4]
  - 博士論文 Welfare Analysis of Economic Systems from the Viewpoint of Distributive Justice and Incentive Compatibility [8]
- 1996年4月 大阪大学社会経済研究所助手[4]
- 1998年1月 北海道大学経済学部助教授[4]
- 1999年10月 一橋大学経済研究所助教授[4]
- 2001年9月 - 2003年8月 イェール大学政治学部客員研究員[4]
- 2007年4月 一橋大学経済研究所准教授[4]
- 2010年4月 一橋大学経済研究所教授[4]
- 2013年10月 - 2014年9月 マサチューセッツ大学アマースト校経済学部客員研究員[4]
- 2015年12月 高知工科大学経済・マネジメント学群客員教授[9]
- 2016年2月 一橋大学経済研究所退職[4]、マサチューセッツ大学アマースト校経済学部准教授[9]
- 2018年5月 - 2018年6月 一橋大学経済研究所客員研究員[10]
- 2018年9月 - マサチューセッツ大学アマースト校経済学部教授[11]
- 2020年4月‐ 一橋大学経済研究所非常勤研究員[11]
- 2020年6月‐ 一橋大学経済研究所特任教授[11]

## 著書
- 『マルクスの使いみち』 稲葉振一郎、松尾匡共著、太田出版、2006年3月 ISBN 4778310101
- 『労働搾取の厚生理論序説』 岩波書店〈一橋大学経済研究叢書〉、2008年2月 ISBN 9784000099141
- 『されどマルクス』日本評論社、2018年5月

## 受賞
- 2010年10月 第1回経済理論学会奨励賞 『労働搾取の厚生理論序説』[3]
- 2011年5月 The Distinguished Achievement Award in Political Economy for The Twenty-First Century （The World Association for Political Economy）[3]